# Natsuo Kirino
Natsuo Kirino (桐野 夏生, Kirino Natsuo) (Kanazawa, 7 de outubro de 1951) é o pseudônimo de Mariko Hashioka, uma romancista japonesa e uma figura importante no recente boom de escritoras de ficção policial japonesa. Sua obra já foi publicada em 28 idiomas.

## Biografia
Kirino é a filha do meio de três irmãos, um irmão é seis anos mais velho e outro cinco anos mais novo. Seu pai era arquiteto. Kirino viveu em muitas cidades diferentes, incluindo sua residência atual, em Tóquio. Kirino se casou em 1975  e teve uma filha em 1981.
Ela se formou em direito em 1974 pela Universidade Seikei, e se interessou por muitos campos de trabalho antes de decidir ser escritora. Por exemplo, sem saber o que queria fazer na vida, Kirino começou a trabalhar no cinema Iwanami Hall aos vinte e poucos anos. Ela logo descobriu que isso não era bom para ela e pouco antes de seu trigésimo aniversário ela começou a ter aulas de roteiro. Foi depois dos trinta anos que ela começou a pensar seriamente em se tornar uma escritora, e foi depois dos quarenta que ela se tornou popular como escritora.

## Prêmios
Com o livro Auto (1997) (Brasil: Do Outro Lado) venceu o Grande Prêmio Japonês de Melhor Romance Policial e ficou entre as finalistas do Prêmio Edgar Allan Poe de 2004, na categoria Melhor Romance, tornando-a a primeira escritora japonesa indicada a este prêmio literário.

## Obras (parcial)

### Série Detetive Miro
- Kao ni furikakaru ame (1993)
- Tenshi ni misuterareta yoru (1994)
- Mizu no nemuri hai no yume (1998)
- Dāku (2002)

#### Antologia da série
- Rōzu gāden (2000)

### Fireball Blues
- Faiabōru burūsu (1995)
- Faiabōru burūsu 2 (2001)

### Livros isolados
- Auto (1997) no Brasil: Do Outro Lado (Rocco, 2009) / em Portugal: Out - Uma Saída (Livros d'Hoje, 2009)
- Yawarakana hoho (1999)
- Kogen (2000)
- Gyokuran (2001)
- Riaru warudo (2003)
- Gurotesuku (2003) no Brasil: Grotescas (Rocco, 2011)
- Zangyakuki (2004)
- Aimu sōrī mama (2004)
- Tamamoe! (2005)
- Bōken no kuni (2005)
- Metabora (2007)
- Tōkyō-jima (2008)
- Joshinki (2008) no Brasil: O Conto da Deusa (Rocco, 2014)
- In (2009)
- Nanika aru (2010)
- Yasashii Otona (2010)
- Poritikon (2011)
- Midori no doku (2011)
- Hapinesu (2013)